# Iso-Outo
Iso-Outo eller Outojärvi är en sjö i Finland. Den ligger i kommunen Rovaniemi i landskapet Lappland, i den norra delen av landet, 700 km norr om huvudstaden Helsingfors. Iso-Outo ligger 184,1 meter över havet. Den är 1,8 meter djup. Arean är 59,7 hektar och strandlinjen är 4,41 kilometer lång. Sjön  ingår i Kemi älvs huvudavrinningsområde. 